# Wasim Sajjad
Wasim Sajjad (Urdu وسیم سجاد‎; * 30. März 1941 in Jalandhar, Britisch-Indien) ist ein pakistanischer Politiker. Er war 1993 und von 1997 bis 1998 Präsident von Pakistan.

## Ausbildung
Wasim Sajjad ist der Sohn des Politikers Sajjad Ahmad. Er selbst beendete 1961 ein Englisch-Studium an der University of the Punjab mit Auszeichnung. Zudem konnte er 1964 mehrere Auszeichnungen in seinem anderen Schwerpunkt Political Science erlangen. Neben seinen Akademischen Leistungen machte er sich in seiner Studentenzeit auch als Sportler einen Namen.
Wegen seiner Leistung als Student wurde er für das Rhodes-Stipendium ausgewählt. Damit konnte er Rechtswissenschaften am Wadham College der University of Oxford studieren. Er schloss dieses Studium 1967 als Bachelor of Civil Law ab. Neben seinem Studium war er 1966 an der Universität auch Präsident der University Oxford Islamic Society sowie von 1965 bis 1966 der Oxford University Society Pakistan.

## Beruf und Politik
Wasim Sajjad ist der einzige praktizierende Anwalt in Pakistan, der im Besitz eines Bachelor of Civil Law von der Universität Oxford ist. Neben Vorlesungsreihen an Universitäten leitete er für den pakistanischen Staat eine Delegation bei den Interparlamentarischen Konferenz in Sofia.
Als Politiker wurde er erstmals 1985 zum Mitglied des Senats. Dort übernahm er von September 1986 bis Dezember 1988 das Amt des Ministers für Justiz und parlamentarische Angelegenheiten. Am 24. Dezember 1988 wurde er Vorsitzender des Senats. 1991 wurde er in diesem Amt für drei Jahre bestätigt. Wasim Sajjad übernahm als Stellvertreter des amtierenden Präsidenten bei dessen Abwesenheit die Staatsgeschäfte.
Er diente von Juli bis November 1993 erstmals als Übergangspräsident. Dies wurde nötig, weil aufgrund der Konfrontation zwischen Ghulam Ishaq Khan und Nawaz Sharif die Nationalversammlung aufgelöst wurde. Im Dezember 1997 wurde er ein weiteres Mal als Übergangspräsident nach einer Verfassungskrise Nachfolger von Faruk Ahmad Khan Leghari. Er behielt dieses Amt bis Januar 1998 inne.
Von 1998 bis 1999 war er Senatspräsident. In dieser Funktion besuchte er 1999 die Bundesrepublik Deutschland und nahm als Ehrengast zusammen mit seiner Frau an einer Bundesratssitzung teil. Bei diesem Besuch machte Wasim Sajjad zudem Station in Thüringen, Niedersachsen, Berlin und Nordrhein-Westfalen.
Als Senatspräsident brachte er 2006 eine Resolution in das Pakistanische Oberhaus ein, die die Mohammed-Karikaturen scharf kritisierte. Diese Karikaturen hätten die Gefühle von Muslimen in der ganzen Welt verletzt. Die Resolution, die einstimmig vom Parlament angenommen wurde lautete «Der Senat verurteilt in schärfster Form die absichtliche und konzertierte Aktion der europäischen Medien generell und der dänischen Zeitung (die die Karikaturen als erstes druckte) im Besonderen.»
Als Politiker besuchte er neben Deutschland unter anderem die Länder USA, Großbritannien, Kanada, Frankreich, China, Saudi-Arabien, Polen, Japan, Malaysia, Philippinen und Thailand. Er gilt als tolerant und spricht sich für die Demokratie in seinem Land aus. Zudem hat er sich einen Ruf als Vermittler erarbeitet und steht auch für den Dialog mit der Opposition.

## Auszeichnungen
Das Wadham College in Oxford wählte Wasim Sajjad im Jahr 1992 zum Ehrenmitglied für seine Beiträge in den Bereichen Bildung und Politik. Diese Ehrung ist eine alte Tradition, mit der das Institut seinen Stolz auf ein früheres Mitglied zu erkennen gibt.